# Łukasz Kubot
Łukasz Kubot (phát âm tiếng Ba Lan: [ˈwukaʂ ˈkubɔt]; sinh ngày 16 tháng 5 năm 1982) là một vận động viên quần vợt chuyên nghiệp người Ba Lan. Kubot giỏi ở nội dung đôi và đã giành được danh hiệu Giải quần vợt Úc Mở rộng 2014 với Robert Lindstedt và Giải quần vợt Wimbledon 2017 với Marcelo Melo. Vào ngày 8 tháng 1 năm 2018, anh đã lên vị trí số 1 bảng xếp hạng đôi cao nhất trong sự nghiệp anh. Anh cũng thành công ở đơn, có thứ hạng đánh đơn cao nhất là vị trí số 41 vào tháng 4 năm 2010 và vào vòng tư kết Giải quần vợt Wimbledon 2013. Năm 2013, anh đã được giải thưởng Gold Cross of Merit bởi Tổng thống Ba Lan Bronisław Komorowski.

## Các trận chung kết quan trọng

### Chung kết Grand Slam

#### Đôi: 2 (2 danh hiệu)
| Kết quả | Năm  | Giải đấu   | Mặt sân | Đồng đội         | Đối thủ                    | Tỉ số                          |
| ------- | ---- | ---------- | ------- | ---------------- | -------------------------- | ------------------------------ |
| Vô địch | 2014 | Úc Mở rộng | Cứng    | Robert Lindstedt | Eric Butorac Raven Klaasen | 6–3, 6–3                       |
| Vô địch | 2017 | Wimbledon  | Cỏ      | Marcelo Melo     | Oliver Marach Mate Pavić   | 5–7, 7–5, 7–6(7–2), 3–6, 13–11 |

### Giải đấu cuối năm

#### Đôi: 1 (1 á quân)
| Kết quả | Năm  | Giải đấu             | Mặt sân  | Đồng đội     | Đối thủ                   | Tỉ số    |
| ------- | ---- | -------------------- | -------- | ------------ | ------------------------- | -------- |
| Á quân  | 2017 | ATP Finals, Luân Đôn | Cứng (i) | Marcelo Melo | Henri Kontinen John Peers | 4–6, 2–6 |

### Chung kết Masters 1000

#### Đôi: 6 (3 danh hiệu, 3 á quân)
| Kết quả | Năm  | Giải đấu     | Mặt sân  | Đồng đội         | Đối thủ                              | Tỉ số                   |
| ------- | ---- | ------------ | -------- | ---------------- | ------------------------------------ | ----------------------- |
| Á quân  | 2012 | Rome         | Đất nện  | Janko Tipsarević | Marcel Granollers Marc López         | 3–6, 2–6                |
| Á quân  | 2017 | Indian Wells | Cứng     | Marcelo Melo     | Raven Klaasen Rajeev Ram             | 7–6 (7–1) , 4–6, [8–10] |
| Vô địch | 2017 | Miami        | Cứng     | Marcelo Melo     | Nicholas Monroe Jack Sock            | 7–5, 6–3                |
| Vô địch | 2017 | Madrid       | Đất nện  | Marcelo Melo     | Nicolas Mahut Édouard Roger-Vasselin | 7–5, 6–3                |
| Á quân  | 2017 | Thượng Hải   | Cứng     | Marcelo Melo     | Henri Kontinen John Peers            | 4–6, 2–6                |
| Vô địch | 2017 | Paris        | Cứng (i) | Marcelo Melo     | Ivan Dodig Marcel Granollers         | 7–6(7–3), 3–6, [10–6]   |

### Chung kết sự nghiệp ATP

#### Đơn: 2 (2 á quân)
| Chú thích                         |
| --------------------------------- |
| Giải Grand Slam (0–0)             |
| ATP World Tour Finals (0–0)       |
| ATP World Tour Masters 1000 (0–0) |
| ATP World Tour 500 Series (0–0)   |
| ATP World Tour 250 Series (0–2)   |

| Danh hiệu theo mặt sân |
| ---------------------- |
| Cứng (0–0)             |
| Đất nện (0–2)          |
| Cỏ (0–0)               |

| Danh hiệu theo lắp đặt |
| ---------------------- |
| Ngoài trời (0–2)       |
| Trong nhà (0–0)        |

| Kết quả | T-B | Ngày             | Giải đấu            | Thể loại   | Mặt sân | Đối thủ             | Tỉ số         |
| ------- | --- | ---------------- | ------------------- | ---------- | ------- | ------------------- | ------------- |
| Á quân  | 0–1 | tháng 5 năm 2009 | Serbia Open, Serbia | 250 Series | Đất nện | Novak Djokovic      | 3–6, 6–7(0–7) |
| Á quân  | 0–2 | tháng 2 năm 2010 | Brasil Open, Brasil | 250 Series | Đất nện | Juan Carlos Ferrero | 1–6, 0–6      |

#### Đôi: 36 (22 danh hiệu, 14 á quân)
| Chú thích                         |
| --------------------------------- |
| Giải Grand Slam (2–0)             |
| ATP World Tour Finals (0–1)       |
| ATP World Tour Masters 1000 (3–3) |
| ATP World Tour 500 Series (6–4)   |
| ATP World Tour 250 Series (11–6)  |

| Danh hiệu theo mặt sân |
| ---------------------- |
| Cứng (8-6)             |
| Đất nện (9–7)          |
| Cỏ (5–1)               |

| Danh hiệu theo lắp đặt |
| ---------------------- |
| Ngoài trời (17–12)     |
| Trong nhà (5–2)        |

| Kết quả | T-B   | Ngày             | Giải đấu                                | Thể loại      | Mặt sân  | Đồng đội               | Đối thủ                               | Tỉ số                          |
| ------- | ----- | ---------------- | --------------------------------------- | ------------- | -------- | ---------------------- | ------------------------------------- | ------------------------------ |
| Loss    | 0–1   | Th4 năm 2007     | Grand Prix Hassan II, Morocco           | International | Clay     | Oliver Marach          | Jordan Kerr David Škoch               | 6–7(4–7), 6–1, [4–10]          |
| Loss    | 0–2   | Th10 năm 2007    | Grand Prix de Tennis de Lyon, France    | International | Hard (i) | Lovro Zovko            | Sébastien Grosjean Jo-Wilfried Tsonga | 4–6, 3–6                       |
| Loss    | 0–3   | Th3 năm 2009     | Mexican Open, Mexico                    | 500 Series    | Clay     | Oliver Marach          | František Čermák Michal Mertiňák      | 6–4, 4–6, [7–10]               |
| Win     | 1–3   | Th4 năm 2009     | Grand Prix Hassan II, Morocco (2)       | 250 Series    | Clay     | Oliver Marach          | Simon Aspelin Paul Hanley             | 7–6(7–4), 3–6, [10–6]          |
| Win     | 2–3   | tháng 5 năm 2009 | Serbia Open, Serbia                     | 250 Series    | Clay     | Oliver Marach          | Johan Brunström Jean-Julien Rojer     | 6–2, 7–6(7–3)                  |
| Win     | 3–3   | Th11 năm 2009    | Vienna Open, Austria                    | 250 Series    | Hard (i) | Oliver Marach          | Julian Knowle Jürgen Melzer           | 2–6, 6–4, [11–9]               |
| Win     | 4–3   | Th2 năm 2010     | Chile Open, Chile                       | 250 Series    | Clay     | Oliver Marach          | Potito Starace Horacio Zeballos       | 6–4, 6–0                       |
| Loss    | 4–4   | Th2 năm 2010     | Brasil Open, Brazil                     | 250 Series    | Clay     | Oliver Marach          | Pablo Cuevas Marcel Granollers        | 5–7, 4–6                       |
| Win     | 5–4   | Th2 năm 2010     | Mexican Open, Mexico (2)                | 500 Series    | Clay     | Oliver Marach          | Fabio Fognini Potito Starace          | 6–0, 6–0                       |
| Win     | 6–4   | Th9 năm 2010     | Romanian Open, Romania                  | 250 Series    | Clay     | Juan Ignacio Chela     | Marcel Granollers Santiago Ventura    | 6–2, 5–7, [13–11]              |
| Loss    | 6–5   | Th2 năm 2011     | Chile Open, Chile                       | 250 Series    | Clay     | Oliver Marach          | Bruno Soares Marcelo Melo             | 3–6, 6–7(3–7)                  |
| Loss    | 6–6   | Th4 năm 2012     | Romanian Open, Romania (2)              | 250 Series    | Clay     | Jérémy Chardy          | Robert Lindstedt Horia Tecău          | 6–7(2–7), 3–6                  |
| Loss    | 6–7   | tháng 5 năm 2012 | Italian Open, Italy                     | Masters 1000  | Clay     | Janko Tipsarević       | Marcel Granollers Marc López          | 3–6, 2–6                       |
| Win     | 7–7   | Th7 năm 2012     | Stuttgart Open, Germany                 | 250 Series    | Clay     | Jérémy Chardy          | Michal Mertiňák André Sá              | 6–1, 6–3                       |
| Win     | 8–7   | Th2 năm 2013     | Mexican Open, Mexico (3)                | 500 Series    | Clay     | David Marrero          | Simone Bolelli Fabio Fognini          | 7–5, 6–2                       |
| Win     | 9–7   | Th1 năm 2014     | Australian Open, Australia              | Grand Slam    | Hard     | Robert Lindstedt       | Eric Butorac Raven Klaasen            | 6–3, 6–3                       |
| Win     | 10–7  | Th6 năm 2015     | Rosmalen Championships, Netherlands     | 250 Series    | Grass    | Ivo Karlović           | Pierre-Hugues Herbert Nicolas Mahut   | 6–2, 7–6(11–9)                 |
| Win     | 11–7  | Th7 năm 2015     | Swedish Open, Sweden                    | 250 Series    | Clay     | Jérémy Chardy          | Juan Sebastián Cabal Robert Farah     | 6–7(6–8), 6–3, [10–8]          |
| Win     | 12–7  | Th9 năm 2015     | Moselle Open, France                    | 250 Series    | Hard (i) | Édouard Roger-Vasselin | Pierre-Hugues Herbert Nicolas Mahut   | 2–6, 6–3, [10–7]               |
| Win     | 13–7  | Th10 năm 2015    | Vienna Open, Austria (2)                | 500 Series    | Hard (i) | Marcelo Melo           | Jamie Murray John Peers               | 4–6, 7–6(7–3), [10–6]          |
| Loss    | 13–8  | tháng 5 năm 2016 | Estoril Open, Portugal                  | 250 Series    | Clay     | Marcin Matkowski       | Eric Butorac Scott Lipsky             | 4–6, 6–3, [8–10]               |
| Loss    | 13–9  | Th6 năm 2016     | Halle Open, Germany                     | 500 Series    | Grass    | Alexander Peya         | Raven Klaasen Rajeev Ram              | 6–7(5–7), 2–6                  |
| Loss    | 13–10 | Th7 năm 2016     | Washington Open, US                     | 500 Series    | Hard     | Alexander Peya         | Daniel Nestor Édouard Roger-Vasselin  | 6–7(3–7), 6–7(4–7)             |
| Win     | 14–10 | Th10 năm 2016    | Vienna Open, Austria (3)                | 500 Series    | Hard (i) | Marcelo Melo           | Oliver Marach Fabrice Martin          | 4–6, 6–3, [13–11]              |
| Loss    | 14–11 | Th3 năm 2017     | Indian Wells Masters, US                | Masters 1000  | Hard     | Marcelo Melo           | Raven Klaasen Rajeev Ram              | 7–6(7–1), 4–6, [8–10]          |
| Win     | 15–11 | Th4 năm 2017     | Miami Open, US                          | Masters 1000  | Hard     | Marcelo Melo           | Nicholas Monroe Jack Sock             | 7–5, 6–3                       |
| Win     | 16–11 | tháng 5 năm 2017 | Madrid Open, Spain                      | Masters 1000  | Clay     | Marcelo Melo           | Nicolas Mahut Édouard Roger-Vasselin  | 7–5, 6–3                       |
| Win     | 17–11 | Th6 năm 2017     | Rosmalen Championships, Netherlands (2) | 250 Series    | Grass    | Marcelo Melo           | Raven Klaasen Rajeev Ram              | 6–3, 6–4                       |
| Win     | 18–11 | Th6 năm 2017     | Halle Open, Germany                     | 500 Series    | Grass    | Marcelo Melo           | Alexander Zverev Mischa Zverev        | 5–7, 6–3, [10–8]               |
| Win     | 19–11 | Th7 năm 2017     | Wimbledon, UK                           | Grand Slam    | Grass    | Marcelo Melo           | Oliver Marach Mate Pavić              | 5–7, 7–5, 7–6(7–2), 3–6, 13–11 |
| Loss    | 19–12 | Th8 năm 2017     | Washington Open, US (2)                 | 500 Series    | Hard     | Marcelo Melo           | Henri Kontinen John Peers             | 6–7(5-7), 4-6                  |
| Loss    | 19–13 | Th10 năm 2017    | Shanghai Masters, China                 | Masters 1000  | Hard     | Marcelo Melo           | Henri Kontinen John Peers             | 4–6, 2–6                       |
| Win     | 20–13 | Th11 năm 2017    | Paris Masters, France                   | Masters 1000  | Hard (i) | Marcelo Melo           | Ivan Dodig Marcel Granollers          | 7–6(7–3), 3–6, [10–6]          |
| Loss    | 20–14 | Th11 năm 2017    | ATP Finals, United Kingdom              | Tour Finals   | Hard (i) | Marcelo Melo           | Henri Kontinen John Peers             | 4–6, 2–6                       |
| Win     | 21–14 | Th1 năm 2018     | Sydney International, Australia         | 250 Series    | Hard     | Marcelo Melo           | Jan-Lennard Struff Viktor Troicki     | 6–3, 6–4                       |
| Win     | 22–14 | Th6 năm 2018     | Halle Open, Germany (2)                 | 500 Series    | Grass    | Marcelo Melo           | Alexander Zverev Mischa Zverev        | 7–6(7–1), 6–4                  |

## Thống kê sự nghiệp

### Đơn
| Giải đấu              | 2001  | 2002  | 2003  | 2004  | 2005  | 2006  | 2007  | 2008  | 2009  | 2010  | 2011  | 2012  | 2013  | 2014  | 2015  | 2016  | SR     | T-B   |
| --------------------- | ----- | ----- | ----- | ----- | ----- | ----- | ----- | ----- | ----- | ----- | ----- | ----- | ----- | ----- | ----- | ----- | ------ | ----- |
| Giải Grand Slam       |       |       |       |       |       |       |       |       |       |       |       |       |       |       |       |       |        |       |
| Úc Mở rộng            | A     | A     | A     | A     | Q1    | A     | Q3    | A     | Q3    | 4R*   | 2R    | 1R    | 1R    | 1R    | Q3    | A     | 0 / 5  | 3–5   |
| Pháp Mở rộng          | A     | A     | A     | A     | Q2    | Q1    | Q1    | A     | 1R    | 1R    | 3R    | 3R    | 2R    | 1R    | A     | A     | 0 / 6  | 5–6   |
| Wimbledon             | A     | A     | A     | A     | Q1    | Q2    | Q1    | Q1    | Q1    | 2R    | 4R    | 2R    | QF    | 3R    | A     | A     | 0 / 5  | 10–5  |
| Mỹ Mở rộng            | A     | A     | A     | A     | Q2    | 3R    | Q3    | A     | Q2    | 1R    | A     | 1R    | 1R    | A     | A     | A     | 0 / 4  | 2–4   |
| Thắng-Bại             | 0–0   | 0–0   | 0–0   | 0–0   | 0–0   | 2–1   | 0–0   | 0–0   | 0–1   | 3–4   | 6–3   | 3–4   | 4–4   | 2–3   | 0–0   | 0–0   | 0 / 20 | 20–20 |
| Thống kê sự nghiệp    |       |       |       |       |       |       |       |       |       |       |       |       |       |       |       |       |        |       |
| Danh hiệu / Chung kết | 0 / 0 | 0 / 0 | 0 / 0 | 0 / 0 | 0 / 0 | 0 / 0 | 0 / 0 | 0 / 0 | 0 / 1 | 0 / 1 | 0 / 0 | 0 / 0 | 0 / 0 | 0 / 0 | 0 / 0 | 0 / 0 | 0 / 2  | 0 / 2 |
| Xếp hạng cuối năm     | 427   | 440   | 371   | 219   | 142   | 125   | 222   | 209   | 101   | 70    | 57    | 74    | 72    | 168   | 471   | 908   |        |       |

* Tại Giải quần vợt Úc Mở rộng 2010, đối thủ trong trận đấu vòng ba của Kubot bỏ cuộc trước trận đấu.

### Đôi
| Giải đấu                   | 2001            | 2002            | 2003            | 2004            | 2005            | 2006            | 2007            | 2008            | 2009          | 2010          | 2011            | 2012            | 2013            | 2014          | 2015          | 2016  | 2017          | 2018          | SR      | T-B     |
| -------------------------- | --------------- | --------------- | --------------- | --------------- | --------------- | --------------- | --------------- | --------------- | ------------- | ------------- | --------------- | --------------- | --------------- | ------------- | ------------- | ----- | ------------- | ------------- | ------- | ------- |
| Giải Grand Slam            |                 |                 |                 |                 |                 |                 |                 |                 |               |               |                 |                 |                 |               |               |       |               |               |         |         |
| Úc Mở rộng                 | A               | A               | A               | A               | A               | A               | 3R              | A               | SF            | 3R            | QF              | 1R              | 3R              | W             | 2R            | 2R    | 3R            | QF            | 1 / 11  | 26–10   |
| Pháp Mở rộng               | A               | A               | A               | A               | A               | A               | 3R              | 1R              | 2R            | QF            | 1R              | 2R              | 1R              | QF            | 3R            | SF    | 2R            |               | 0 / 11  | 17–11   |
| Wimbledon                  | A               | A               | A               | 2R              | Q1              | 2R              | 2R              | 2R              | QF            | 1R            | 1R              | A               | 3R              | 2R            | 3R            | 1R    | W             |               | 1 / 12  | 18–11   |
| Mỹ Mở rộng                 | A               | A               | A               | A               | A               | 1R              | 1R              | A               | 1R            | QF            | A               | 2R              | 1R              | A             | 2R            | QF    | 2R            |               | 0 / 9   | 8–9     |
| Thắng-Bại                  | 0–0             | 0–0             | 0–0             | 1–1             | 0–0             | 1–2             | 5–4             | 1–2             | 8–4           | 8–4           | 3–3             | 2–3             | 4–4             | 10–2          | 6–4           | 7–4   | 10–3          | 3–1           | 2 / 43  | 69–41   |
| Giải đấu cuối năm          |                 |                 |                 |                 |                 |                 |                 |                 |               |               |                 |                 |                 |               |               |       |               |               |         |         |
| ATP Finals                 | Did Not Qualify | Did Not Qualify | Did Not Qualify | Did Not Qualify | Did Not Qualify | Did Not Qualify | Did Not Qualify | Did Not Qualify | RR            | RR            | Did Not Qualify | Did Not Qualify | Did Not Qualify | SF            | DNQ           | DNQ   | F             |               | 0 / 4   | 9–6     |
| ATP Masters Series 1000    |                 |                 |                 |                 |                 |                 |                 |                 |               |               |                 |                 |                 |               |               |       |               |               |         |         |
| Indian Wells               | A               | A               | A               | A               | A               | A               | A               | A               | 2R            | A             | 2R              | 1R              | QF              | 2R            | 1R            | 2R    | F             |               | 0 / 8   | 10–8    |
| Miami                      | A               | A               | A               | A               | A               | A               | A               | A               | A             | 1R            | A               | QF              | 2R              | 2R            | A             | 1R    | W             |               | 1 / 6   | 9–5     |
| Monte Carlo                | A               | A               | A               | A               | A               | A               | A               | A               | A             | QF            | QF              | A               | 1R              | 2R            | A             | 2R    | QF            |               | 0 / 6   | 3–6     |
| Madrid                     | NH              | A               | A               | A               | A               | A               | A               | A               | A             | QF            | 2R              | A               | SF              | 2R            | A             | 2R    | W             |               | 1 / 6   | 8–5     |
| Rome                       | A               | A               | A               | A               | A               | A               | A               | A               | A             | SF            | QF              | F               | A               | 2R            | A             | A     | QF            |               | 0 / 5   | 8–5     |
| Canada                     | A               | A               | A               | A               | A               | A               | A               | A               | QF            | A             | A               | A               | 1R              | A             | A             | 1R    | 2R            |               | 0 / 4   | 1–4     |
| Cincinnati                 | A               | A               | A               | A               | A               | A               | A               | A               | SF            | SF            | A               | 2R              | 2R              | A             | A             | 1R    | SF            |               | 0 / 6   | 8–5     |
| Thượng Hải                 | Not Held        | Not Held        | Not Held        | Not Held        | Not Held        | Not Held        | Not Held        | Not Held        | QF            | SF            | 1R              | A               | A               | 2R            | SF            | 2R    | F             |               | 0 / 7   | 8–7     |
| Paris                      | A               | A               | A               | A               | A               | A               | A               | A               | A             | QF            | 1R              | 1R              | 1R              | 2R            | A             | A     | W             |               | 1 / 6   | 5–5     |
| Thắng-Bại                  | 0–0             | 0–0             | 0–0             | 0–0             | 0–0             | 0–0             | 0–0             | 0–0             | 4–4           | 9–7           | 3–6             | 7–4             | 7–7             | 4–7           | 2–2           | 2–7   | 22–6          | 0–0           | 3 / 54  | 60–50   |
| Giải đấu đại diện quốc gia |                 |                 |                 |                 |                 |                 |                 |                 |               |               |                 |                 |                 |               |               |       |               |               |         |         |
| Thế vận hội Mùa hè         | Không tổ chức   | Không tổ chức   | Không tổ chức   | A               | Không tổ chức   | Không tổ chức   | Không tổ chức   | A               | Không tổ chức | Không tổ chức | Không tổ chức   | A               | Không tổ chức   | Không tổ chức | Không tổ chức | V2    | Không tổ chức | Không tổ chức | 0 / 1   | 1–1     |
| Thống kê sự nghiệp         |                 |                 |                 |                 |                 |                 |                 |                 |               |               |                 |                 |                 |               |               |       |               |               |         |         |
| Danh hiệu / Chung kết      | 0 / 0           | 0 / 0           | 0 / 0           | 0 / 0           | 0 / 0           | 0 / 0           | 0 / 2           | 0 / 0           | 3 / 4         | 3 / 4         | 0 / 1           | 1 / 3           | 1 / 1           | 1 / 1         | 4 / 4         | 1 / 4 | 6 / 10        | 1 / 1         | 21 / 35 | 21 / 35 |
| Tổng số Thắng-Bại          | 1–1             | 0–1             | 0–0             | 1–2             | 2–1             | 9–9             | 16–10           | 1–2             | 42–21         | 38–24         | 13–21           | 22–19           | 19–17           | 20–18         | 33–14         | 36–25 | 51–21         | 6–1           | 310–207 | 310–207 |
| Xếp hạng cuối năm          | 448             | 533             | 217             | 137             | 135             | 64              | 45              | 72              | 12            | 10            | 53              | 39              | 37              | 18            | 29            | 24    | 2             |               | 60%     | 60%     |